# Яков I (король Шотландии)
Яков I (англ. James I; 1394 — 21 февраля 1437) — шотландский король (1406—1437) из династии Стюартов, «лучший из правителей и первый поэт Шотландии», третий сын Роберта III.

## Король в плену
Будущий король родился в 1394 году в Данфермлине. Точная дата неизвестна, возможно это произошло в конце июля
После ранней смерти Давида, старшего брата Якова, отец, боясь за его безопасность, отправил его к французскому королю. По дороге принц попал в руки англичан. Узнав об этом, Роберт III скончался. В апреле 1406 года юный принц в возрасте 11 лет номинально стал королём Шотландии. Яков I провёл в плену 18 лет. В это время страной управляли регенты (дядя короля Роберт Стюарт, герцог Олбани и сын Роберта Мердок). Переговоры об освобождении короля начались немедленно, но велись без энергии, поскольку регент не был заинтересован в возвращении короля.
Во время нахождения в плену Яков I был вынужден сопровождать английского короля Генриха V в его походе во Францию, в то время как шотландские войска графа Бухана сражались против англичан на стороне дофина Карла. В Англии король встретил свою любовь — Джоан Бофорт, родственницу английского короля, на которой в 1424 году он женился. О своей любви к Джоан король повествует в поэме Kingis Quair, одном из лучших образцов средневековой англо-шотландской поэзии.
После смерти герцога Олбани удалось, наконец, договориться об освобождении Якова I — 4 декабря 1423 года был подписан Лондонский договор, в соответствии с которым король получал свободу ценой уплаты выкупа в размере 40 тысяч фунтов стерлингов. В мае 1424 года Яков I прибыл в Шотландию.

## Реформы Якова I
За время нахождения в плену Яков I стал одним из самых высокообразованных королей в истории Шотландии. Его таланты в поэзии и музыке дополнялись решительностью в реализации собственных идей. Сразу после своего возвращения король развернул программу мероприятий по укреплению законности и правопорядка в стране: были введены специальные нормы против злоупотреблений баронов, запрещены междоусобные войны и союзы магнатов. На всю страну была распространена единая система королевского права: местные нормы и правовые изъятия (типа права клана Мак-Дафф) были объявлены недействующими. Началась решительная борьба с коррупцией.
Одновременно король пытался улучшить состояние государственной казны. Но финансовые мероприятия Якова I принесли лишь умеренный результат: введенный налог на доходы через 2 года пришлось отменить из-за сопротивления сословий, таможенные сборы увеличились, но так и не достигли уровня периода правления Давида II. Крупнейшие шотландские магнаты (Олбани, Дугласы) были гораздо богаче короля. В связи с этим Яков I начал прибегать к адресным репрессиям против отдельных семей магнатов: в 1425 году король арестовал и казнил Мердока Стюарта, 2-го герцога Олбани и его семью. Их владения были конфискованы в пользу короля.
Разгром дома Олбани означал роялистский переворот в Шотландии. С этого времени резко усиливается королевская власть, магнаты отстранены от участия в управлении, в администрацию активно привлекаются мелкие дворяне, священники, горожане. Но главной опорой режима стала сама сильная личность короля и его популярность в народе. Большую роль приобретает шотландский парламент, основные черты которого определились именно при Якове I. При поддержке парламента король развернул не имевшую прецедентов в Шотландии законотворческую деятельность: нормативному регулированию подвергались практически все аспекты жизни в стране.

## Внешняя политика
Свобода в осуществлении королём централизаторских реформ в немалой степени объяснялась благоприятной внешнеполитической обстановкой. Англия после смерти Генриха V не представляла угрозы для Шотландии. С 1424 года Яков I сохранял перемирие с Англией. Постепенно король приостановил уплату выкупа за своё освобождение: из причитающихся по Лондонскому договору 40 тысяч фунтов стерлингов было выплачено менее половины.
В то же время Яков I сохранял традиционный военный союз с Францией: шотландцы на службе у короля Карла VII участвовали в военных действиях против англичан, а в 1436 году дочь Якова I, Маргарита, вышла замуж за наследника французского престола дофина Людовика.

## Яков I и церковь
Укрепление королевской власти в стране позволило развернуть борьбу с притязаниями папства. Уже в 1426 году парламент Шотландии по предложению короля запретил сношения с папой римским без согласия короля, а также приобретения у папы пенсионов и бенефиций в шотландской церкви. Представители Якова I активно участвовали в Базельском соборе, пытающемся ограничить власть папы. Рассматривая шотландскую церковную организацию как одну из частей государственного аппарата, король часто вмешивался в дела церкви, стремясь устранить злоупотребления и повысить её авторитет. Показательно, что именно Яков I был последним королём Шотландии, основывающим монастыри, и первым, при котором началась инквизиция.

## Просчеты конца правления

Шотландия в период правления короля Якова I (1406—1437)

С ростом авторитаризма к концу правления Якова I, так резко контрастирующего с анархией времён Олбани, усилилось недовольство среди шотландских баронов. Репрессии короля в отношении ряда магнатов (Олбани в 1425 году, Грэмы в 1427 году, Данбары в 1435 году) сопровождались массовыми конфискациями в пользу короны (так в 1424 году было конфисковано графство Бухан, в 1425 году — графства Файф, Ментит и Леннокс, в 1427 году — Стратерн, в 1435 году — Марч и Марр).
Крахом закончилась попытка короля установить контроль над шотландским высокогорьем: арест лидеров горских кланов в Инвернессе в 1428 году и последующее номинальное подчинение лорда Островов результата не принесли, а в 1431 году королевские войска под командованием Александра Стюарта, графа Мара, были наголову разбиты горцами в битве при Инверлохи. Антагонизм между горной и равнинной частями страны только углубился.
Возобновление в 1436 году военных действий против Англии также обернулось неудачей: осада королём Роксборо полностью провалилась, вызвав недовольство воинственных баронов.
К 1437 году против Якова I сложился заговор ряда крупных магнатов во главе с дядей короля, Уолтером Стюартом, графом Атоллским, и в ночь на 21 февраля 1437 года Яков I в своем дворце в Перте пал от шестнадцати смертельных ран, нанесенных ему заговорщиками.

## Король-поэт
Приписываемые Якову I поэтические произведения в первый раз были собраны в 1783 году и изданы Вильямом Титлером. В Бодлеянской библиотеке в Оксфорде хранится рукопись его поэмы «Kingis Quair»; она написана семистрофными стансами Чосера, разделена на 7 песен, повествует о переменчивости человеческой судьбы и воспевает любовь заточённого короля к Джоан Бофорт; стих лёгок и гармоничен. Ему же принадлежат стихотворение: «Christis Kirk on the Grene», описывающее в юмористическом тоне сельскую жизнь в Шотландии. Якову приписывается также целый ряд более мелких стихотворений.

## Браки и дети
(1423) Джоан Бофорт, дочь Джона Бофорта, графа Сомерсета, и Маргарет Холланд:
- Маргарита (1424—1445), замужем (1436) за дофином Людовиком Французским
- Изабелла (1426—1494), замужем (1442) за Франциском I, герцогом Бретонским
- Мария (до 1428 — 20 марта 1465), замужем (1444) за Вольфертом VI ван Борселеном, лордом Вере
- Джоанна (ум. 1486), замужем (1440) за Джеймсом Дугласом, графом Ангуса; (1459) за Джеймсом Дугласом, графом Мортоном
- Александр (1430—1430)
- Яков II (1430—1460), король Шотландии (с 1437)
- Элеонора (1433—1480), замужем (1449) за Сигизмундом Габсбургом, эрцгерцогом Передней Австрии
- Аннабелла (1436—1509), замужем (1447) за Людовиком Савойским, графом Женевы

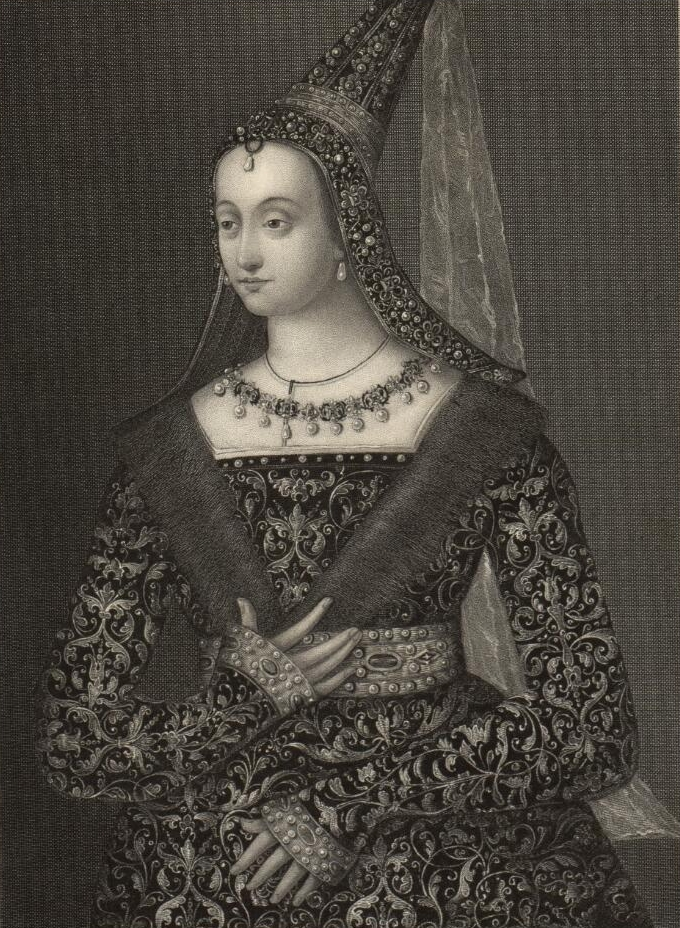
Маргарита
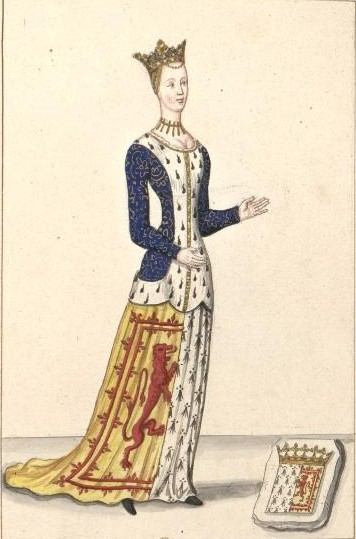
Изабелла
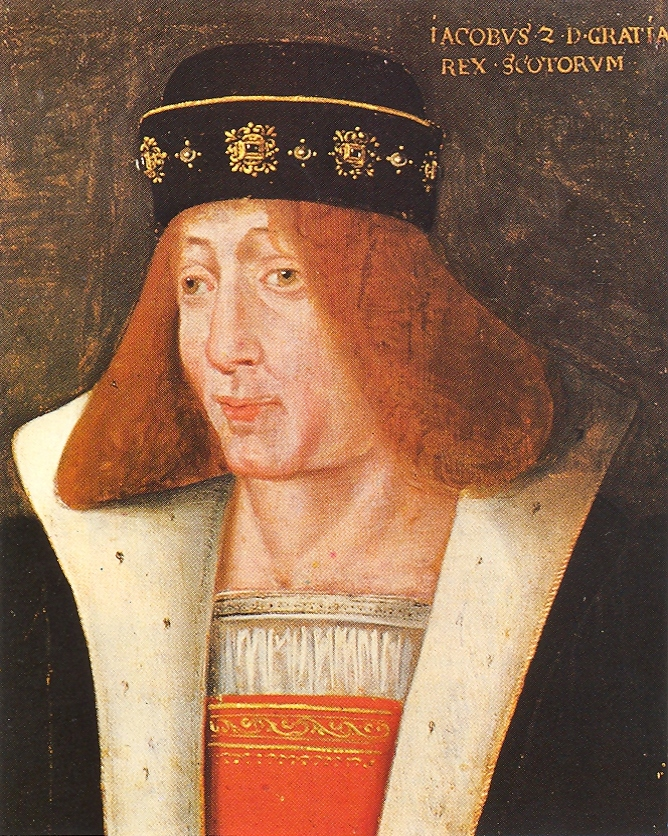
Яков II
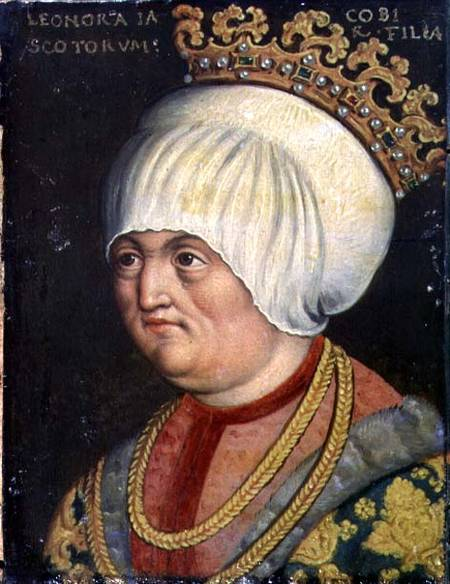
Элеонора